# Élections législatives de 2002 dans l'Ardèche
Les élections législatives françaises de 2002 se déroulent les 9 et 16 juin 2002.  Dans le département de l'Ardèche, trois députés sont à élire dans le cadre de trois circonscriptions.

## Élus
| Circonscription                                 | Député sortant                             | Parti | Parti | Député élu ou réélu | Parti | Parti |
| ----------------------------------------------- | ------------------------------------------ | ----- | ----- | ------------------- | ----- | ----- |
| 1re                                             | Pascal Terrasse                            |       | PS    | Pascal Terrasse     |       | PS    |
| 2e                                              | Jean Pontier* suppléant de Jacques Dondoux |       | PRG   | Gérard Weber        |       | UMP   |
| 3e                                              | Stéphane Alaize                            |       | PS    | Jean-Claude Flory   |       | UMP   |
| * député sortant ne se représentant pas en 2002 |                                            |       |       |                     |       |       |

## Résultats

### Résultats à l'échelle du département
| Parti                                       | Parti                               | Premier tour | Premier tour | Second tour | Second tour | Sièges |
| Parti                                       | Parti                               | Voix         | %            | Voix        | %           | Sièges |
| ------------------------------------------- | ----------------------------------- | ------------ | ------------ | ----------- | ----------- | ------ |
|                                             | Union pour un mouvement populaire   | 49 652       | 33,65        | 71 539      | 52,23       | 2      |
|                                             | Union pour la démocratie française  | 8 438        | 5,72         |             |             | 0      |
|                                             | Divers droite                       | 366          | 0,25         | 0           |             |        |
|                                             | Mouvement pour la France            | 271          | 0,18         | 0           |             |        |
|                                             | Majorité présidentielle             | 58 727       | 39,80        | 71 539      | 52,23       | 2      |
|                                             |                                     |              |              |             |             |        |
|                                             | Parti socialiste                    | 41 935       | 28,42        | 65 427      | 47,77       | 1      |
|                                             | Les Verts                           | 5 150        | 3,49         |             |             | 0      |
|                                             | Parti communiste français           | 4 996        | 3,39         | 0           |             |        |
|                                             | Divers gauche dont Pôle républicain | 4 236        | 2,87         | 0           |             |        |
|                                             | Gauche parlementaire                | 56 317       | 38,16        | 65 427      | 47,77       | 1      |
|                                             |                                     |              |              |             |             |        |
|                                             | Front national                      | 13 972       | 9,47         |             |             | 0      |
|                                             | Divers                              | 7 790        | 5,28         | 0           |             |        |
|                                             | Chasse, pêche, nature et traditions | 4 273        | 2,90         | 0           |             |        |
|                                             | Extrême gauche dont LCR, LO et PT   | 3 022        | 2,05         | 0           |             |        |
|                                             | Extrême droite dont MNR             | 2 424        | 1,64         | 0           |             |        |
|                                             | Divers écologiste dont GÉ           | 1 037        | 0,70         | 0           |             |        |
|                                             |                                     |              |              |             |             |        |
| Inscrits                                    | Inscrits                            | 220 244      | 100,00       | 220 218     | 100,00      | 3      |
| Abstentions                                 | Abstentions                         | 69 780       | 31,68        | 77 170      | 35,04       |        |
| Votants                                     | Votants                             | 150 464      | 68,32        | 143 048     | 64,96       |        |
| Blancs et nuls                              | Blancs et nuls                      | 2 902        | 1,93         | 6 082       | 4,25        |        |
| Exprimés                                    | Exprimés                            | 147 562      | 98,07        | 136 966     | 95,75       |        |
| Source : Ministère de l'Intérieur - Ardèche |                                     |              |              |             |             |        |

### Résultats par circonscription

#### Première circonscription (Privas)
La circonscription de Privas est composée des cantons de Bourg-Saint-Andéol, Chomérac, Le Cheylard, Privas, Rochemaure, Saint-Martin-de-Valamas, Saint-Pierreville, Vernoux-en-Vivarais, Viviers et La Voulte-Sur-Rhône. Les quatre principaux candidats en lice dans cette circonscription (par ordre alphabétique) :
- Marie-Christine Git, 48 ans, conseillère municipal de Meysse, soutenu par le CNPT ;
- Pascal Terrasse, 37 ans, député sortant et conseiller général de Bourg-Saint-Andéol, reconduit par le PS ;
- Michel Valla, 53 ans, maire de Privas et conseiller général de Saint-Pierreville, investi par l'UMP ;
- Jean-Joël Vanhove, 57 ans, représentant le FN.

| Candidat                          | Candidat                      | Parti                  | Premier tour | Premier tour | Second tour | Second tour |  |
| Candidat                          | Candidat                      | Parti                  | Voix         | %            | Voix        | %           |  |
| --------------------------------- | ----------------------------- | ---------------------- | ------------ | ------------ | ----------- | ----------- |  |
|                                   | Pascal Terrasse sortant réélu | PS                     | 17 553       | 37,68        | 24 099      | 54,45       |  |
|                                   | Michel Valla                  | UMP                    | 16 034       | 29,86        | 20 159      | 45,55       |  |
|                                   | Jean-Joël Vanhove             | FN                     | 5 171        | 11,10        |             |             |  |
|                                   | Elsa Cayron                   | PCF                    | 2 410        | 5,17         |             |             |  |
|                                   | Marie-Christine Gît           | CPNT                   | 1 428        | 3,07         |             |             |  |
|                                   | Stéphane Oriol                | Les Verts              | 1 039        | 2,23         |             |             |  |
|                                   | Cécile Moulain                | LCR                    | 814          | 1,75         |             |             |  |
|                                   | Francis Jean                  | Divers                 | 540          | 1,16         |             |             |  |
|                                   | Geneviève Suppa               | Divers                 | 381          | 0,82         |             |             |  |
|                                   | Christian Prada               | LO                     | 349          | 0,75         |             |             |  |
|                                   | Catherine Martin              | MNR                    | 343          | 0,74         |             |             |  |
|                                   | Nicole Juven                  | MPF                    | 271          | 0,58         |             |             |  |
|                                   | Hervé Salone                  | Divers écologiste (GÉ) | 127          | 0,27         |             |             |  |
|                                   | Marie-Ange Eva-Revire         | Divers droite (CNIP)   | 124          | 0,27         |             |             |  |
|                                   |                               |                        |              |              |             |             |  |
| Inscrits                          | Inscrits                      | Inscrits               | 68 981       | 100,00       | 68 975      | 100,00      |  |
| Abstentions                       | Abstentions                   | Abstentions            | 21 484       | 31,14        | 23 212      | 33,65       |  |
| Votants                           | Votants                       | Votants                | 47 497       | 68,86        | 45 763      | 66,35       |  |
| Blancs et nuls                    | Blancs et nuls                | Blancs et nuls         | 913          | 1,92         | 1 505       | 3,29        |  |
| Exprimés                          | Exprimés                      | Exprimés               | 46 584       | 98,08        | 44 258      | 96,71       |  |
| Source : Ministère de l'Intérieur |                               |                        |              |              |             |             |  |

##### Analyse
Le 21 avril 2002, Jean-Marie Le Pen arrivait en tête dans cette circonscription pourtant marquée à gauche. Grâce à un travail de terrain et une forte implantation, Pascal Terrasse part favori pour un second mandat malgré le rejet des socialistes dans le pays. En face, l'UMP présente Michel Valla qui un an plus tôt avait réussi à prendre la ville de Privas face à Yves Chastan (suppléant de Terrasse et grand favori lors des municipales dans cette ville) mais qui ne bénéficie pas du total soutien de la droite (l'UDF) dans cette circonscription malgré les soutiens de Christian Lavis et Jacques Chabal. Jean-Joël Vanhove repart pour la seconde fois sous les couleurs du FN. Le 9 juin, Terrasse arrive en tête avec 37,68 % (mieux qu'en 1997) suivi de Michel Valla avec 34,42 % (mieux qu'Amédée Imbert et Christian Lavis cinq ans plus tôt) alors que Vanhove lui perd trois points mais la gauche est majoritaire en voix pour ce premier tour. Le 16 juin, Pascal Terrasse est réélu avec 54,45 % contre 45,55 % pour Valla qui arrive en tête dans les cantons de Saint-Martin de Valamas, Le Cheylard, Saint-Pierreville (son fief) ainsi que dans le village de Saint-Pierreville (dont il fut maire de 1983 à 2001) avec 61 % et à Privas avec un score étriqué de 50,05 % alors que le candidat socialiste remporte les autres cantons. Désormais, Pascal Terrasse est le seul député socialiste rescapé de la vague rose de 1997 dans le département.

#### Deuxième circonscription (Annonay)
La circonscription de Tournon est composée des cantons de Annonay-Nord, Annonay-Sud, Lamastre, Saint-Agrève, Saint-Félicien, Saint-Péray, Satillieu, Serrières et Tournon. Les quatre principaux candidats en lice dans cette circonscription (par ordre alphabétique) :
- Dominique Chambon, 45 ans, vice-président du Conseil régional de Rhône-Alpes, portant les couleurs de l'UDF ;
- Catherine Rolin, 43 ans, conseillère municipale de Guilherand-Granges, investie par le Parti socialiste ;
- Jean-Paul Vallon, 39 ans, maire de Lamastre et vice-président du Conseil général de l'Ardèche, candidat DVD ;
- Gérard Weber, 53 ans, maire d'Annonay et président de la Communauté de communes du Bassin d'Annonay, représentant l'UMP.

| Candidat       | Candidat               | Parti             | Premier tour | Premier tour | Second tour | Second tour |  |
| Candidat       | Candidat               | Parti             | Voix         | %            | Voix        | %           |  |
| -------------- | ---------------------- | ----------------- | ------------ | ------------ | ----------- | ----------- |  |
|                | Gérard Weber élu       | UMP               | 15 629       | 28,79        | 26 634      | 53,84       |  |
|                | Catherine Rolin        | PS                | 13 454       | 24,78        | 22 835      | 46,16       |  |
|                | Dominique Chambon      | UDF               | 6 746        | 12,42        |             |             |  |
|                | Jean-Paul Vallon       | Divers            | 5 629        | 10,37        |             |             |  |
|                | Françoise Vanhove      | FN                | 5 449        | 10,04        |             |             |  |
|                | Jean-Claude Mourgues   | Les Verts         | 2 594        | 4,78         |             |             |  |
|                | Stéphane Wendlinger    | Pôle républicain  | 913          | 1,68         |             |             |  |
|                | Angélique Rossi        | CPNT              | 750          | 1,38         |             |             |  |
|                | Claire Lainez          | LO                | 652          | 1,2          |             |             |  |
|                | Marc Poggi             | Divers            | 618          | 1,14         |             |             |  |
|                | Michel Rouby           | MNR               | 584          | 1,08         |             |             |  |
|                | Patrick Hoeffel        | Extrême droite    | 569          | 1,05         |             |             |  |
|                | Michèle Marion-Coutret | PT                | 273          | 0,5          |             |             |  |
|                | Louis-Marcel Tournon   | Divers écologiste | 257          | 0,47         |             |             |  |
|                | Christophe Houcine     | GÉ                | 178          | 0,33         |             |             |  |
|                |                        |                   |              |              |             |             |  |
| Inscrits       | Inscrits               | Inscrits          | 83 133       | 100,00       | 83 126      | 100,00      |  |
| Abstentions    | Abstentions            | Abstentions       | 27 784       | 33,42        | 31 653      | 38,08       |  |
| Votants        | Votants                | Votants           | 55 349       | 66,58        | 51 473      | 61,92       |  |
| Blancs et nuls | Blancs et nuls         | Blancs et nuls    | 1 054        | 1,9          | 2 004       | 3,89        |  |
| Exprimés       | Exprimés               | Exprimés          | 54 295       | 98,1         | 49 469      | 96,11       |  |

##### Analyse
La campagne électorale est marquée par le décès brutal de l'ancien ministre Jacques Dondoux qui avait été élu député en 1997 et qui avait l'investiture du PRG et du PS au détriment de son ancien suppléant Jean Pontier (maire de Tournon-sur-Rhône). C'est la suppléante de Dondoux, Catherine Rolin qui est propulsée titulaire alors qu'en face à droite, Henri-Jean Arnaud (trop âgé), Jean-Pierre Frachisse et Claure Faure sont hors-jeu, seul le nouveau maire d'Annonay Gérard Weber sort du lot avec Mathieu Darnaud (adjoint au maire de Guilherand-Granges) qui obtiennent l'investiture avec le soutien du sénateur Henri Torre. Mais malgré les nombreuses candidatures à droite, Weber arrive en tête avec 28,79 % contre 24,78 pour Mme Rolin et à noter les bons scores réalisés par Dominique Chambon et le jeune maire de Lamastre J-P Vallon. Le dimanche 16 juin, Gérard Weber sera élu député de la 2e circonscription de l'Ardèche avec 53,84 % contre 46,16 % à Catherine Rolin qui remporte seulement le canton de Saint-Agrève (le fief de Jacques Dondoux) alors que Weber remporte les autres mais à noter qu'il est battu dans sa ville d'Annonay en recueillant 48,16 % contre 51,84 pour la candidate socialiste.

#### Troisième circonscription (Aubenas)
La circonscription de Largentière est composée des cantons de Antraigues, Aubenas, Burzet, Coucouron, Joyeuse, Largentière, Montpezat-sous-Bauzon, Saint-Étienne-de-Lugdarès, Thueyts, Valgorge, Vals-les-Bains, Vallon-Pont-d'Arc, Villeneuve-de-Berg et des Vans. Les trois principaux candidats en lice dans cette circonscription (par ordre alphabétique) :
- Stéphane Alaize, 38 ans, député sortant, ancien maire et ex conseiller général d'Aubenas, reconduit par le PS ;
- Gérard Bruchet, 60 ans, maire et conseiller général de Meyras, candidat DVG ;
- Jean-Claude Flory, 36 ans, maire de Vals-les-Bains et conseiller régional, soutenu par l'UMP.

| Candidat       | Candidat                | Parti             | Premier tour | Premier tour | Second tour | Second tour |  |
| Candidat       | Candidat                | Parti             | Voix         | %            | Voix        | %           |  |
| -------------- | ----------------------- | ----------------- | ------------ | ------------ | ----------- | ----------- |  |
|                | Jean-Claude Flory élu   | UMP               | 17 989       | 38,53        | 24 746      | 57,23       |  |
|                | Stéphane Alaize sortant | PS                | 10 928       | 23,41        | 18 493      | 42,77       |  |
|                | Suzanne Laurent         | FN                | 3 352        | 7,18         |             |             |  |
|                | Gérard Bruchet          | Divers gauche     | 3 323        | 7,12         |             |             |  |
|                | Henri Delauche          | PCF               | 2 586        | 5,54         |             |             |  |
|                | Bernard Brottes         | CPNT              | 2 095        | 4,49         |             |             |  |
|                | Gabriel Comte           | UDF               | 1 692        | 3,62         |             |             |  |
|                | Odile Arnou-Duflot      | Les Verts         | 1 517        | 3,25         |             |             |  |
|                | Thierry Arsac           | MNR               | 928          | 1,99         |             |             |  |
|                | Frédéric Pinta          | Extrême gauche    | 575          | 1,23         |             |             |  |
|                | Colette Largeron        | LO                | 359          | 0,77         |             |             |  |
|                | Bernard Egal            | Divers écologiste | 354          | 0,76         |             |             |  |
|                | Gilberte Golay          | Divers            | 328          | 0,7          |             |             |  |
|                | Gérard Leynaud          | S&P               | 294          | 0,63         |             |             |  |
|                | Jean-Claude Chagnol     | Divers droite     | 242          | 0,52         |             |             |  |
|                | Patrick Laffrat         | GÉ                | 121          | 0,26         |             |             |  |
|                |                         |                   |              |              |             |             |  |
| Inscrits       | Inscrits                | Inscrits          | 68 130       | 100,00       | 68 117      | 100,00      |  |
| Abstentions    | Abstentions             | Abstentions       | 20 512       | 30,11        | 22 305      | 32,75       |  |
| Votants        | Votants                 | Votants           | 47 618       | 69,89        | 45 812      | 67,25       |  |
| Blancs et nuls | Blancs et nuls          | Blancs et nuls    | 935          | 1,96         | 2 573       | 5,62        |  |
| Exprimés       | Exprimés                | Exprimés          | 46 683       | 98,04        | 43 239      | 94,38       |  |

##### Analyse
Après avoir perdu la mairie d'Aubenas en avril 2000 à la suite d'élections partielles en raison de divergences avec sa majorité puis le canton en mars 2001, Stéphane Alaize est en sérieuse difficulté avec notamment la candidature dissidente de Gérard Bruchet alors qu'en face la droite présente un de ses espoirs avec Jean-Claude Flory, maire de Vals-les-Bains et conseiller régional accompagné de Jean-Pierre Gaillard (conseiller général de Villeneuve-de-Berg). Au soir du premier tour, l'avance de Flory sur le député sortant est assez importante et le second tour sera juste une formalité avec la victoire du jeune maire de Vals sur Alaize. Jean-Claude Flory est majoritaire dans les cantons d'Antraigues (pourtant un fief de gauche), Aubenas, Burzet, Coucouron, Joyeuse, Largentière, Montpezat, Saint-Étienne-de-Lugdarès, Thueyts, Vals-les-Bains et Villeneuve-de-Berg alors que Stéphane Alaize est juste majoritaire dans ceux de Valgorge, Vallon et Les Vans.